# Малі Переліски
Ма́лі Перелі́ски — село в Україні, у Заболотцівській сільській громаді, Золочівського району Львівської області. Село Малі Переліски, а також Заболотці, Великі Переліски, Висоцько, Лугове були раніше підпорядковані Заболотцівській сільській раді. Населення становить 34 особи.

## Географія
Село Малі Переліски розташоване за 87 км від обласного центру, 35 км від районного центру та 2,5 км від адміністративного центру сільської громади. За 26 км знаходиться найближча залізнична станція Заболотці.

## Населення
За даними всеукраїнського перепису населення 2001 року у селі мешкало 44 осіб. У 2010 році — 34 особи.
Мова
Розподіл населення за рідною мовою за даними перепису 2001 року був наступним:
| українська | 44 | 100,00 |

## Історія
7 липня 2015 року утворена Заболотцівська сільська громада, до складу якої увійшло с. Малі Переліски. 
12 червня 2020 року, відповідно до розпорядження Кабінету Міністрів України № 718-р «Про визначення адміністративних центрів та затвердження територій територіальних громад Львівської області», село увійшло до складу Заболотцівської сільської громади.
19 липня 2020 року, в результаті адміністративно-територіальної реформи та ліквідації Бродівського району, село увійшло до складу новоствореного Золочівського району.